# うたう絵本
うたう絵本（うたうえほん）とは、CIRCUSの作品の発売時に登録ユーザーへ無料配布されたおまけコンテンツディスクである。1から3までは『歌う絵本』だったが、『うたう絵本1・2・3ハイ!!』発売を機に『うたう絵本』になった。

## 概要
「うたう絵本」を3作品にまとめた『うたう絵本1・2・3ハイ!!』と『うたう絵本 4・5・6 Hi! Hi!』が一般販売されている。
2005年の『うたう絵本9』以降、このシリーズは作られていない。

## うたう絵本
『Aries』おまけ
- OP・ED曲
- アリエス攻略ヒント集
- サーカスロット
- アリエス攻略データ集
- スタッフ紹介
- アリエスなぜなにQ&A
- おまけ
  - 壁紙集
  - ボイス集
  - 闇鍋Ariesの紹介

## うたう絵本2
『Infantaria』おまけ
- いんじゃん! - ソフィア・マイシェラ・レマのブロック崩しゲーム
- ゲームのヒント - 攻略ヒント集
- なぜなにQ&A - 質問コーナー
- スタッフ紹介 - 制作スタッフコメント集
- 主題歌 - OP・ED曲
- おまけ
  - 次回作紹介：水夏の紹介
  - システムボイス集
  - 壁紙集

## うたう絵本3
『水夏』おまけ
- メデスの秘密 - 絵合わせ
- 主題歌 - OP曲
- 役に立たないヒント - 攻略ヒントADV
- スタッフルーム - 製作スタッフコメント集
- おまけ
  - システムボイス - ボイス集
  - 壁紙 - 壁紙集
  - 水夏パッチ - 修正パッチ
  - 次回作 - D.C. 〜ダ・カーポ〜への抱負ADV

## うたう絵本4
『D.C. 〜ダ・カーポ〜』のおまけコンテンツディスク
- SS 〜透明人間編〜 - 透明になった主人公朝倉純一がヒロインの私生活を覗くショートストーリー
- SS 〜加奈子編〜 - サブキャラクターであった加奈子がメインのショートストーリー
- 主題歌 - オープニング、エンディング、挿入歌のアレンジ版
  - ダ・カーポ 〜第2ボタンの誓い〜
  - Dream 〜The ally of〜
  - Dream 〜The other side〜
  - Small Cherry 〜promised bell〜
- やくにたたないヒント - 主人公とヒロイン芳乃さくらによる本編の攻略ヒント探求
- スタッフルーム - 製作裏話などスタッフのコメント

## うたう絵本5
『すくみず 〜フェチ☆になるもんっ!〜』のおまけコンテンツディスク
- ミニシナリオ - ヒロイン6人の書き下ろしアフターストーリー
- 主題歌 - 桃井はるこによるアレンジ版オープニングとアレンジ版挿入歌
  - ツルピトな恋 〜SLING SHOT REMIX〜
  - save the earth [burst“cona”Remix］
- 役に立たないヒント - 脇役のフェチ子と主人公が各ヒロインに攻略へのヒントを訊く
- スタッフコメント - スタッフたちによるスク水への熱い想いなど

## うたう絵本6
『Aries PureDream及びAries LoveDream』のおまけコンテンツディスク
- SS - ヒロイン総登場のドタバタコメディーショートシナリオ
- 主題歌 - フルバージョン及びカラオケバージョンのオープニング曲、エンディング曲、挿入歌。
  - Aries 〜アリエス〜
  - 明日への贈り物
  - SKY
- ムービー - オークス（プリンセスソフト）及びランティスとの三社合同ライブイベント『SAKURAサク〜La・イヴ〜』で流れたムービー
- スタッフルーム - 制作スタッフのコメント

## うたう絵本7
『ホームメイド -Homemaid-』のおまけコンテンツディスク
- 主題歌 - フルバージョンのオープニング曲、エンディング曲、挿入歌。
  - Cheer Up!
  - 追憶、そして予感
  - 愛は静かな夢に降る
- 壁紙
- スタッフコメント - 制作スタッフのコメント
- デスクトップアクセサリー - カレンダー、時計、CDプレイヤーなど
- ミニゲーム

## うたう絵本8
『最終試験くじら』のおまけコンテンツディスク
- ミニゲーム
- 壁紙
- スタッフコメント - 制作スタッフのコメント

## うたう絵本9
『すくみず2 〜泳・げ・な・い〜』のおまけコンテンツディスク
- ミニ☆ゲーム
- ミュージックルーム - アレンジ・ショートバージョンのオープニング曲、エンディング曲、挿入歌。
  - 泳・げ・な・い Blasterhead Mix
  - 夏だ! 祭りだ! スク水だ! ショートバージョン
  - 泳・ぎ・た・い ショートバージョン
- 壁紙
- スタッフコメント - 制作スタッフのコメント

## うたう絵本1・2・3ハイ!!
『うたう絵本1・2・3ハイ!!』は2002年11月8日に発売された。『うたう絵本』の1〜3と「過去のサーカス作品体験版デモ集」と特典テレカを加えたCD-ROM4枚組が収録されている。
単なる登録者への全員プレゼントの有料販売品ではなく、発売に際し「不適切な表現」が含まれていたことが判明したため修正されている。そのため当初予定していた発売日よりも延期された。

### おまけ
- 過去のCIRCUS作品体験版デモ集
- 特典テレカ

## うたう絵本 4・5・6 Hi! Hi!
『うたう絵本 4・5・6 Hi! Hi!』は2005年8月26日された。『うたう絵本』の4〜6とおまけディスクを一組にして発売したものである。前作『うたう絵本 1・2・3 ハイ!!』と同様、発売にあたり不適切な表現を変更して発売された。

### おまけディスク
- 体験版及びムービー集